# Emily Seebohm
Emily Jane Seebohm, född 5 juni 1992 i Adelaide i South Australia, är en australisk simmare specialiserad på ryggsim. 
Seebohm hade världsrekordet på 50 m ryggsim ett kort tag under 2008. Vid olympiska sommarspelen 2008 kom Seebohm på en nionde plats på 100 meter ryggsim och hon var en del av det australiska stafettlag som vann guld på 4 x 100 meter medley.
Vid VM 2009 i Rom tog Seebohm en bronsmedalj på 100 meter ryggsim och en silvermedalj på 4 x 100 meter medley. Hon tog sin första individuella olympiska medalj i London 2012, en silvermedalj på 100 meter ryggsim, hon tog också en guldmedalj på 4 x 100 meter frisim samt en silvermedalj på 4 x 100 meter medley.
Vid de olympiska simtävlingarna 2016 tog hon en silvermedalj på 4×100 meter medley.
I juni 2021 kvalificerade sig Seebohm till OS i Tokyo efter att slutat tvåa på 100 meter ryggsim med en tid på 58,59 vid de australiska OS-uttagningarna. Hon blev blott den tredje australiska simmaren att delta i fyra olympiska spel (tillsammans med Cate Campbell och Leisel Jones). Vid OS i Tokyo tog Seebohm guld som en del av Australiens lag på 4×100 meter medley (deltog endast i försöksheatet) och tog individuellt ett brons på 200 meter ryggsim.